# Gorzyce (gmina, Silésie)
Pour les articles homonymes, voir Gorzyce.
Gorzyce est une gmina rurale du powiat de Wodzisław, Silésie, dans le sud de la Pologne, à la frontière avec la République tchèque. Son siège est le village de Gorzyce, qui se situe environ 6 km au sud-ouest de Wodzisław Śląski et 54 km au sud-ouest de la capitale régionale Katowice.
La gmina couvre une superficie de 64,47 km2 pour une population de 19 809 habitants.

## Géographie
La gmina est bordée par la ville de Wodzisław Śląski et les gminy de Godów, Krzyżanowice et Lubomia. Elle est également frontalière de la République tchèque.